# دوري الجنوب الشرقي لكرة اليد
دوري الجنوب الشرقي لكرة اليد (SEHA League) هو دوري لكرة اليد للمحترفين في أوروبا يضم فرق من دول عديدة وهي روسيا البيضاء، البوسنة والهرسك، كرواتيا، المجر، جمهورية مقدونيا، سلوفاكيا وسلوفينيا. يقع مقره في زغرب. تأسس في سنة 2011، ويتكون حاليا من قبل 10 فريقا.